# Einar Smith
Einar Harald Smith, född 24 mars 1929 i Partille församling, död 21 augusti 2018, var en svensk fotbollsspelare (centerhalv) som representerade Gais.
Smith värvades från Sävedalens IF 1957, och gjorde sin allsvenska debut för Gais i en 1–1-match mot Malmö FF i september 1957. Han spelade 11 allsvenska matcher under säsongen 1957/1958 och 8 säsongen 1959, och sedan Gais åkt ur allsvenskan 1959 var han ordinarie i division II åren 1960–1962. Sammanlagt spelade han 71 matcher (0 mål) för Gais, varav 19 (0) i allsvenskan.